# Nyelvi korlát
A nyelvi korlát egy kifejezés a kommunikáció nyelvi korlátaira, amit a közös nyelv, illetve néha a közös nyelvváltozat hiánya okoz.
A külföldre utazók gyakran találkoznak nyelvi korláttal. Nyelvi korlát esetén a kommunikációban részt vevők nem nyelvi eszközökkel kommunikálhatnak, nyelvi eszközöket alig vagy egyáltalán nem használhatnak, így csak kevés információt tudnak közvetíteni. A nyelvi korlát egy közös nyelv megtanulásával eltűnik, azonban ez sok időt és energiát igényel.
Felnőttkorban már nehézkesebb az új nyelv megtanulása. Emiatt nehezebb áttelepülni egy másik országba. Nemzetközi rendezvényeken a tolmács szolgáltatás sem biztos, hogy hatékony: lehet, hogy drága, nehezen elérhető, és megbízhatósága sem mindig megfelelő.
További nyelvi korlátot jelent, ha az ember anyanyelvén nincs írásbeliség. Ez a SIL definíciója szerint nyelvi korlát az írásbeliséghez.

## Más országból érkezett hallgatók
1995-ben a Kalifornia Állami Egyetem gólyái közül 24 ezernek nem angol volt az anyanyelve. Közülük csak ezret teszteltek főiskolai szinten angolból. (Kahmi-Stein & Stein, 1999)
Fel kell hívni az oktatásban dolgozók és a könyvtárosok figyelmét az ilyen számokra, mivel maga a nyelv is nehézséget okozhat.
A nyelv használatának problémái nemcsak az információszerzést, hanem a segítségkérést is megnehezítik, így nehezebben kérnek és kapnak segítséget. Lee (1991) kifejti, hogy a más országokból érkezett hallgatók alkalmazkodók, befogadók és erősen motiváltak. Úgy érzik, hogy az intézmény egy olyan hely, ahol egyenrangú félként kell versengeniük angol anyanyelvű társaikkal. Vannak közöttük, akik a mondatszerkezet kialakításával és a pontos szótár összeállításával foglalkoznak. Számos hallgatónak nehézséget okoznak a szinonimák, a változatos mondatszerkezet és a kulcsszavak keresése.(F. Jacobson, 1988)
2012-ben a Rosetta Alapítvány április 19-ét a nyelvi korlátok lebontásának nemzetközi napjává nyilvánította. Azonban ez nem jelenti azt, hogy a nyelv maga korlát, aminek különbségeit el kell törölni, hogy ne legyenek korlátok. A nyelvi korlátok eltörlésében a fordításnak és a tolmácsolásnak szánnak szerepet. Ezzel a tolmácsolás és a fordítás erőfeszítéseire hívják fel a figyelmet.
A más országokból érkező hallgatók problémája nemzetközi. Sokszor kiszolgáltatottnak érik magukat, és erős stressz éri őket. Több kutatás is kimutatja, mekkora nehézséget jelent számukra a nyelvi korlát. Selvadurai 1998-as cikkében a nyelvi korlátot az egyik legfontosabb problémának nevezi a csoport légkörével és a karral kapcsolatos gondokkal együtt. Mindamellett azt írja, hogy a nyelv az első akadály, amibe a külföldről érkezett hallgató ütközik. (154) Chen, a Brit Kolumbia Egyetem tanácsadó-oktatója a külföldről érkezett hallgatók számára legfontosabb kihívásokként a nyelvi korlátot, az intézményi stresszfaktorokat és a szociokulturális faktorokat azonosította. A hallgatók ugyanis találkoznak előítéletekkel, és szembe kell nézniük a kirekesztettséggel és diszkriminációval. A beilleszkedés legfontosabb gátjaként is ezeket, illetve a kulturális érzéketlenséget jelölték meg. A gyenge nyelvtudás konfliktusokat okoz. További problémáik  között felsorolnak kényelmetlenséget, nyugtalanságot, szorongást, önbizalmat, gyanút, védekező magatartást, felsőbbrendűségi érzést és ellenségességet. Pozitív fogadtatásként említik a következőket: csodálkozás, tisztelet, boldogság, komfortérzet, bizalom, érdeklődés, ihlet. Ezek az érzések többé-kevésbé érintik a külföldről érkezett hallgatókat, de kutatók már tudnak tanácsot adni ezzel kapcsolatban. Konkrétan a pozitív hozzáállást jelölik meg, de további tanácsokat is adnak, különösen az orientációs szakaszban.(Olivas és Li 219-220) Ahogy S.G. Nelson professor írta 1991-ben megjelent könyvében, aminek címe "How Language is Life": A nyelv több, mint szavak összessége. A nyelv az a mód, ahogy az ember kifejezi érzéseit és megmutatja egyéniségét. Amikor különböző korcsoportok találkoznak, minden korcsoportnak meg kell tanulnia, hogyan kezelje a többit.

## Népességmozgás
Nyelvi korlátok miatt az elvándorlók hajlamosak olyan országot választani, ahol ugyanazt a nyelvet beszélik, mint otthon. Így az angolok többnyire Ausztráliát, Kanadát vagy Új-Zélandot választják, a spanyolok Latin-Amerikát, a portugálok Brazíliát. Mivel a nyelvrokonok nyelvét könnyebb megtanulni, a nyelvcsalád és a rokonsági fok is hat a célpont megválasztására. Így az Észak-Amerikába érkező bevándorlók nagy része Észak-Európából érkezik, és azokból az országokból, ahol germán nyelvet beszélnek. Az Amerikai Egyesült Államokban a legtöbb európai bevándorló német, ír (akiknek gyakran az angol a domináns nyelve), angol és skandináv. Az olaszok Latin-Amerikát kedvelik, Argentínában, Uruguayban, és Brazíliában a második legnagyobb csoport a spanyol vagy portugál után, de az európai eredetű népek közül a negyedik legnagyobb az Amerikai Egyesült Államokban. A románok többnyire Olaszországba és Spanyolországba vándoroltak, amit távolról Németország követ harmadikként.

## Megoldások

### Nyelvi dominancia
Gyarmati területeken a gyarmattartó nyelve domináns helyzetbe került, és közvetítő szerepet nyert a helyi kommunikációban. Ez különböző nyelvi helyzeteket teremtett.
Nigériában az angolok voltak a gyarmatosítók. A felső osztály angol anyanyelvűvé vált, az angol szerepe fontos az oktatásban, az angol uralja a sajtót. Habár az oktatást a Nigériában beszélt nyelveken végzik, a legtöbb nigériai jobban ír és olvas angolul, mint az anyanyelvén.
Vannak fejlődő országok, amelyek nem voltak gyarmatok, de a legtöbb ember csak általános iskolai végzettséget szerez; csak a gazdagabbak tudják megfizetni a középiskolát, így az angol az uralkodó osztály nyelve. Hasonló a helyzet a portugállal Angolában és a franciával Mauritiuson.
Néha feltételezik, hogy ha egy helyen több nyelvet beszélnek, akkor több nyelvi korlát is van, ez azonban téves. Többnyelvű társadalmakban van közvetítő nyelv, és hagyományuk a több nyelv tanulására. A többnyelvű társadalomra példa Svájc, ahol mindenki legalább három nyelvet tanul meg az anyanyelve mellé (német, francia, olasz, angol). Habár ettől a nyelvi korlát csak részben szűnik meg, ez cáfolja, hogy a nyelvi korlát leküzdhetetlen.
Például Londonban becslések szerint körülbelül 300 nyelvet beszélnek, de a legtöbb etnikum tagjai képesek egymással együttműködni.

### Mesterséges nyelvek
A nyelvi korlátok leküzdésére külön nyelveket alkottak a 19. század végétől kezdve. Ezeket egyvalaki vagy egy csoport alkotta. Az alapötlet: leküzdeni a nyelvi korlátokat és a nyelvi dominanciát egy könnyen tanulható mesterséges nyelv használatával.
A 20. század első felében az lett az alapötlet, hogy építsünk nyelvet azokból a szavakból,  amelyek minden nagyobb nyelvben megtalálhatók. Ezt a nyelvet mindenütt érteni fogják, mivel szavai egy már ismert nyelvben is előfordulnak.
Ez az alapötlet rámutatott a mesterséges segédnyelvek problémájára: hogy először meg kell győzniük az embereket, mielőtt megtanulnák a nyelvet, ami akadálymentessé teszi a kommunikációt, segíti más nyelvek megtanulását és az anyanyelv jobb megértését.
A hagyományos segédnyelvek közé tartozik a volapük, az eszperantó és az ido nyelv. Az újabb megközelítés példája az interlingva, az occidental és a latino sine flexione. Csak az eszperantó és az interlingva terjedt el szélesebb körben, és az idónak is van néhány híve.

## Fordítás
Ez a szócikk részben vagy egészben  a   Language barrier című angol Wikipédia-szócikk fordításán alapul.  Az eredeti cikk szerkesztőit annak laptörténete sorolja fel. Ez a jelzés csupán a megfogalmazás eredetét és a szerzői jogokat jelzi, nem szolgál a cikkben szereplő információk forrásmegjelöléseként.